# Horní Fořt

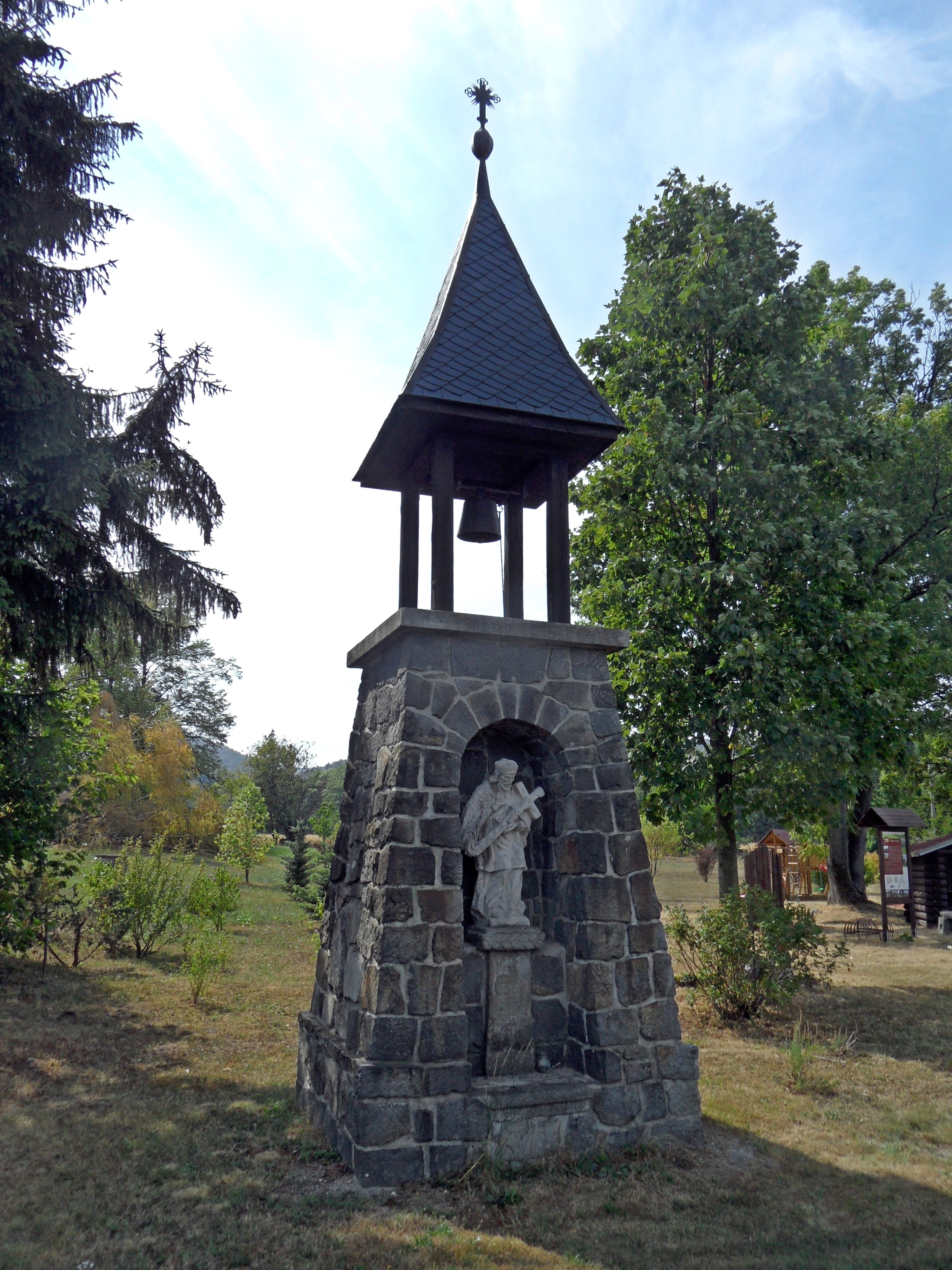
Glockenturm

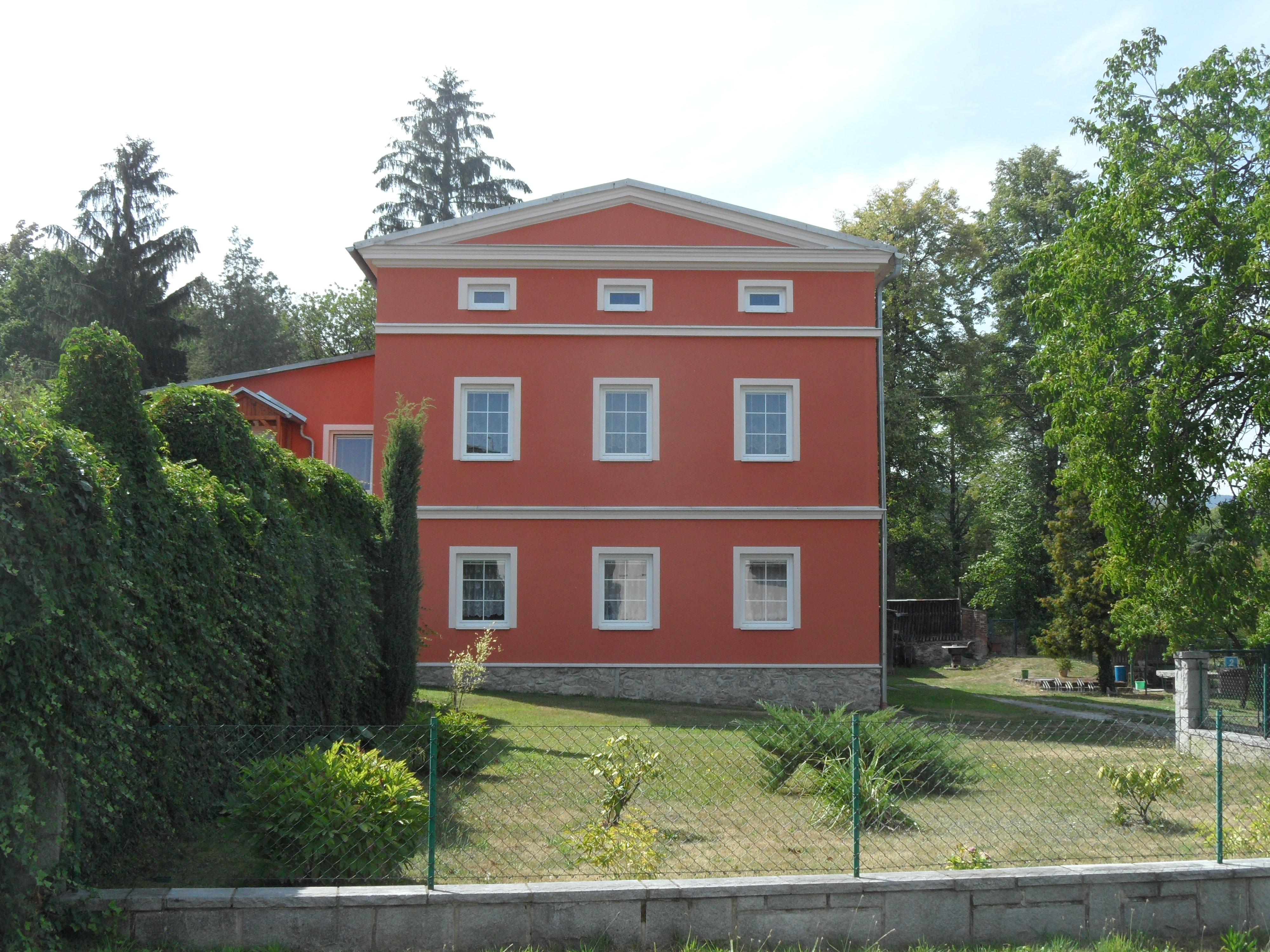
Haus Nr. 2

Horní Fořt (deutsch Ober Forst) ist ein Ortsteil der Gemeinde Uhelná in Tschechien. Er liegt zwei Kilometer südöstlich von Javorník und gehört zum Okres Jeseník.

## Geographie
Horní Fořt befindet sich rechtsseitig des Baches Račí potok (Krebsbach) in der Vidnavská nížina (Weidenauer Tiefland). Südlich und östlich des Dorfes fließt der Červený potok (Rothwasser). Gegen Südwesten erhebt sich der Zámecký vrch (Spitziger Stein; 571 m n.m.), westlich der Štít (Helmberg; 642 m n.m.) und der Písečný vrch (374 m n.m.) sowie nordwestlich der Janský vrch (373 m n.m.). Am östlichen Ortsrand verläuft die Staatsstraße I/60 zwischen Žulová und Javorník.
Nachbarorte sind Město Javorník und Ves Javorník im Norden, Pavlínka und Mlatci Záhradníci im Nordosten, Dolní Fořt im Osten, Domkáři und Uhelná im Südosten, die Wüstungen Zastávka und Hřibová im Süden, Červený Důl im Südwesten, Račí Údolí im Westen sowie Podměstí im Nordwesten.

## Geschichte
Nachdem das Bistum Breslau 1502 einen Teil der Wälder um Jauernig erworben hatte, erfolgte auf dem Gebiet des ehemaligen Oberforstes die Gründung des Ansiedlung Ober Forst. Im Jahre 1669 errichtete der Johannesberger Schlosshauptmann Johann Tümling von Löwenberg in Ober Forst einen Vogtshof, der zur freien rittermäßigen Scholtisei erhoben wurde und damit aus dem Fürstentum Neisse ausschied. Tümlings Erben verkauften Ober Forst mit der Mühle und dem Hof als Freigut an Heinrich Schubert. Im Jahre 1728 veräußerte Rosina Schubert das Freigut an Andreas Schenkenbach. Von dessen Nachkommen kaufte 1824 der Jauerniger Handelsmann Joseph Steidler das Gut Ober Forst. Von diesem erwarb 1837 Alois Riedel das Freigut.
Im Jahre 1836 umfasste das an der Chaussee von Johannisberg nach Friedeberg gelegene Freigut Ober-Forst eine Nutzfläche von 183½  Joch Rustikalland; davon 129 Joch Äcker, 51 Joch Wiesen und 2½ Joch Gärten. 146 Joch gehörten zur Gutsherrschaft, die übrigen den Untertanen. Zum Gut gehörte lediglich das gleichnamige Dorf mit 26 Häusern, in denen 174 deutschsprachige Personen lebten. Erwerbsquellen waren der Ackerbau, Tagelohn, Garnbleicherei sowie bürgerliche Gewerbe. Pfarr- und Schulort war Johannisberg. Bis zur Mitte des 19. Jahrhunderts blieb Ober-Forst ein landtäfliges Freigut.
Nach der Aufhebung der Patrimonialherrschaften bildete Ober-Forst ab 1849 einen Ortsteil der Gemeinde Sörgsdorf im Gerichtsbezirk Jauernig. 1855 wurde in Ober-Forst eine Arsenikhütte für die Erze aus dem Bergwerk bei Jauernig errichtet. Nach kurzer Betriebsdauer erfolgte der Umbau der Hütte zu einer Knochenstampfe; später wurde dort Kunstdünger produziert. Ab 1869 gehörte das Dorf zum Bezirk Freiwaldau. Zu dieser Zeit hatte Ober-Forst 179 Einwohner und bestand aus 26 Häusern. Seit den 1870er Jahren wurde Horní Forst als tschechischer Name verwendet. Im Jahre 1900 lebten in Oberforst 141 Personen, 1910 waren es 139. Nach 1913 entstand ein Gewerbekomplex mit einem Sägewerk sowie einer Brennerei mit Kartoffeltrocknerei. Beim Zensus von 1921 lebten in den 27 Häusern von Oberforst / Horní Fořt 170 Personen, davon 165 Deutsche. Von der ersten Bodenreform war das Gut Oberforst mit etwas über 100 ha Fläche nicht betroffen. 1930 hatte Ober Forst 195 Einwohner und bestand aus 27 Häusern. Nach dem Münchner Abkommen wurde das Dorf 1938 dem Deutschen Reich zugesprochen und gehörte bis 1945 zum Landkreis Freiwaldau. Nach dem Ende des Zweiten Weltkrieges kam Horní Fořt zur Tschechoslowakei zurück; die meisten der deutschsprachigen Bewohner wurden 1945/46 vertrieben. Das konfiszierte Gut Horní Fořt wurde 1949 – ebenso wie die Güter Uhelná und Dolní Fořt – dem Staatsgut Javornik zugewiesen. 1950 lebten in den 24 Häusern des Dorfes nur noch 132 Personen. Bei der Gebietsreform von 1960 wurde der Okres Jeseník aufgehoben und Horní Fořt in den Okres Šumperk eingegliedert. Die Brennerei wurde 1961 zu Gunsten der Erweiterung der Kartoffentrocknerei stillgelegt. Seit 1996 gehört Horní Fořt wieder zum Okres Jeseník. Beim Zensus von 2001 lebten in den 18 Wohnhäusern des Dorfes 75 Personen. 

## Ortsgliederung
Der Ortsteil Horní Fořt ist Teil des Katastralbezirkes Dolní Fořt.

## Sehenswürdigkeiten
- Schloss Horní Fořt, errichtet um 1669 als Barockbau für Johann Tümling von Löwenberg. Alois Riedel ließ das baufällige Schloss nach 1834 im klassizistischen Stil umbauen. Seit der Mitte des 19. Jahrhunderts wechselten die Besitzer öfters. 1945 wurde das Schloss als deutsches Eigentum konfisziert und danach von verschiedenen Landwirtschaftsbetrieben genutzt. Die längste Zeit davon diente es dem Staatsgut Javorník als Bürogebäude und Wohnhaus für die Mitarbeiter. Zu Beginn der 1980 erfolgten umfangreiche Instandsetzungsarbeiten. Nach der Samtenen Revolution erfolgte die Privatisierung; die neuen Eigentümer ließen das Schloss und den Hof ungenutzt und zur Ruine verkommen.
- Steinerner Glockenturm mit Statue des hl Johannes von Nepomuk, errichtet 1914 von Josef Merta, Kulturdenkmal[4]
- Nischenkapelle an der alten Straße nach Javorník